# Larry Hsien Ping Lang
郎咸平
Larry Hsien Ping Lang (chinois : 郎咸平 ; pinyin : Láng Xiánpíng ; Wade : Lang Hsien-p'ing), né le 21 juin 1956, est un économiste taïwanais résident à Hong Kong, commentateur, auteur et animateur de télévision en Chine.
Lang est devenu une figure fameuse et controversée en Chine ces dernières années :

« Depuis 2002, Lang a acquis sa renommée en "réprimandant". De D'Long à Haier, de TCL à Greencool, ceux qui ont été réprimandés par lui étaient tous de grandes entreprises bien connues. Les personnes qui le haïssent, le surnomme le "Professeur voyou", tandis que ceux qui l'aiment disent qu'il est celui qui ose dire la vérité. »

## Biographie
Lang est né en 1956 dans le Comté de Taoyuan en République de Chine (Taïwan). Ces ancêtres venaient de Weifang dans le Shandong. Son père, major général dans la Force aérienne de la République de Chine, suit le gouvernement du Kuomintang à Taïwan en 1949.